# الغواصة الألمانية يو-3 (1935)
غواصة يو-3 غواصة يو بوت ألمانية من الفئة الثانية إيه بنيت ل سلاح بحرية ألمانيا النازية كريغسمارينه، في أحواض بناء السفن الألمانية دويتشه ويرك في كيل. تم وضع عارضة لها في 11 فبراير 1935، وجهزت في 6 أغسطس 1936.